# Église Saint-Hilaire de Bazoches
Pour les articles homonymes, voir Église Saint-Hilaire.
L'église Saint-Hilaire est une église catholique située dans la commune française de Bazoches, dans le département de la Nièvre.

## Historique de l'église
Construite sur un tertre rocheux, l'église est placée sous le vocable de saint Hilaire, patron de la paroisse. Elle est composée d'éléments de différentes époques.
L'église fut pillée et brûlée par les huguenots de Vézelay en 1569. Les armes des seigneurs du pays étaient appendues aux voûtes jusqu'en 1794.
Vauban meurt le 30 mars 1707. Son corps est enterré à Bazoches selon ses volontés. En 1804, on retrouve une boîte en plomb contenant son cœur scellé sous l’autel de l’église de Bazoches. Napoléon l’ayant toujours admiré, il décide de lui rendre un hommage solennel en transférant son cœur aux Invalides à Paris le 14 octobre 1808, en présence de Jacques Louis Laramée et de Charles de Châteauvieux, sous-préfets de Clamecy et d'Avallon.
Cette église fait l’objet d’une inscription au titre des monuments historiques depuis le 28 décembre 1984.

## Architecture
Le clocher placé sur le portail ouest est du XIIe siècle. Sa flèche fut endommagée par la foudre au XVIIIe siècle et ne fut réparée qu'en 1864. La nef semble être du XVIe siècle. Les vitraux sont de Julien-Léopold Lobin (1814-1864) et de son fils Lucien-Léopold Lobin (1837-1892) de Tours.
Cette église possède un très beau maître-autel dont cinq des statues furent volées ; il fut offert par la famille de Vibraye. Un tableau représentant saint Sébastien fut également dérobé dans cette église. Le chemin de croix en bas-relief fut acheté sur les conseils de l'abbé Allard, curé. On y trouve également diverses statues. Sur le côté nord, une chapelle dédiée à la Vierge, et une autre où se trouvent les fonts baptismaux et anciennement dédiée à saint Franchy et à saint Blaise. À l'extérieur, sur le côté ouest, cette inscription :«  La première pierre a été posée par Anne de Veilhan, comtesse de Mehun, dame de Bazoches, en 1668 ».
Le chœur fut construit en 1688 par un don du Maréchal de Vauban ; au midi est la chapelle Saint-Joseph anciennement dédiée à saint Sébastien où se trouvait le tableau du martyre de ce saint. C'est dans cette chapelle construite à la demande de Vauban, avec celle qui lui fait pendant que se trouve le caveau du Maréchal qui y fut inhumé et que rejoignirent sa femme Jeanne d'Osnay, le 19 juin 1705, en présence de l'abbé de l'abbaye de Cure et plusieurs prêtres des environs et une nombreuse foule et plus tard leur fille.
Cette sépulture fut violée lors de la Révolution, et aujourd'hui les corps, à l'exception de quelques ossements, reposent dans la crypte sous l'autre chapelle, en face. 

## Galerie

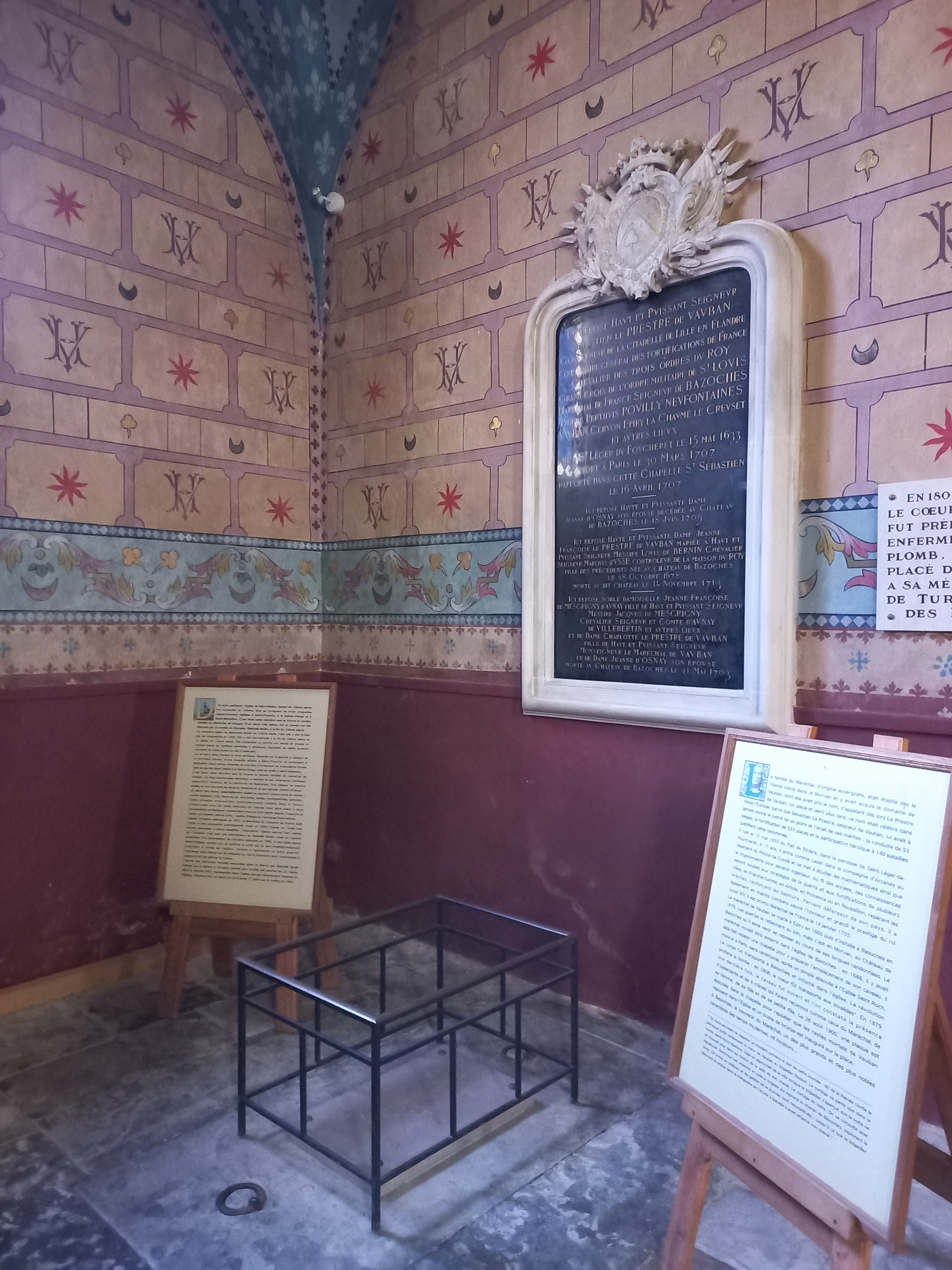
Tombe du marquis de Vauban dans une chapelle de l'église
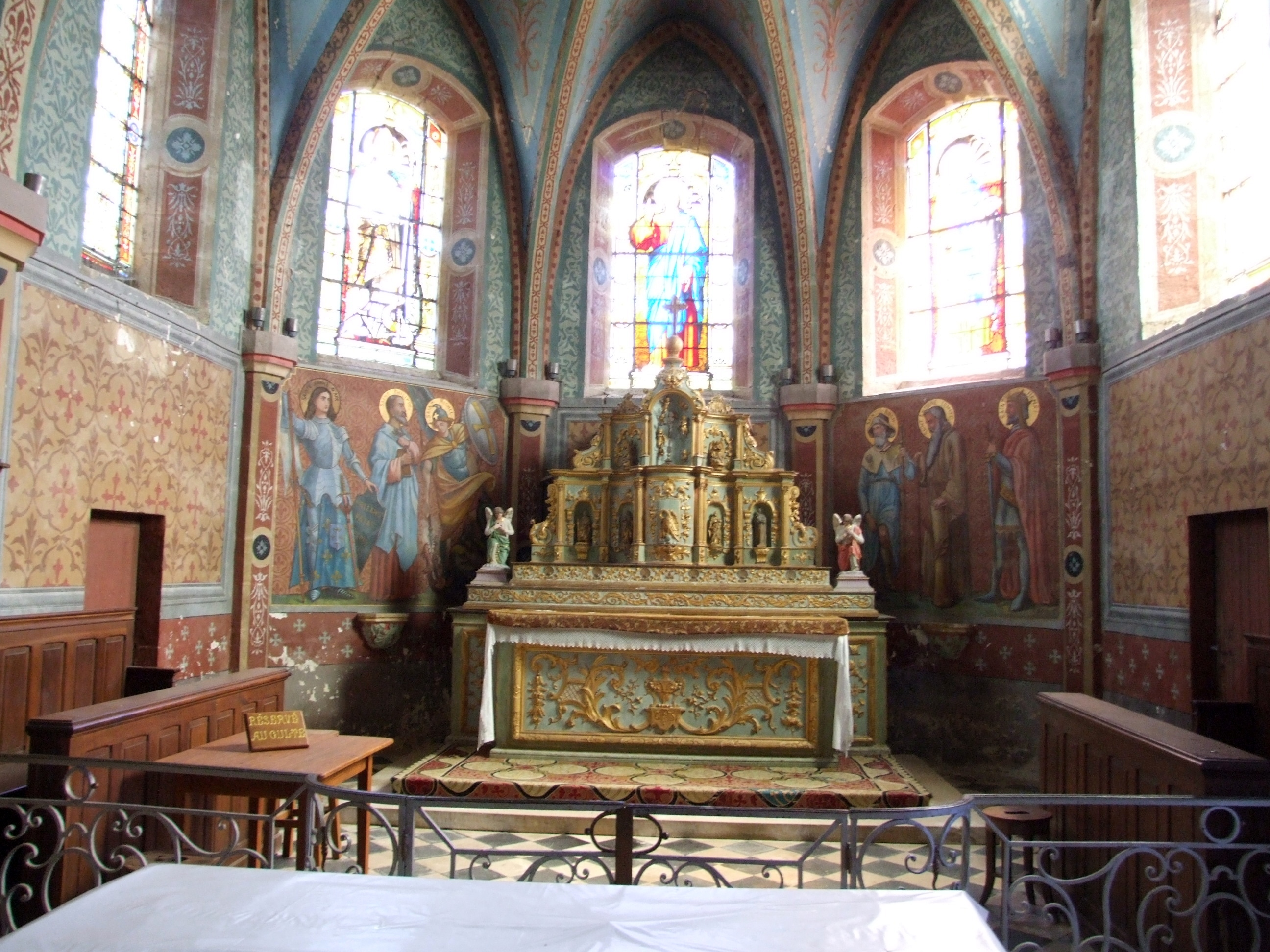
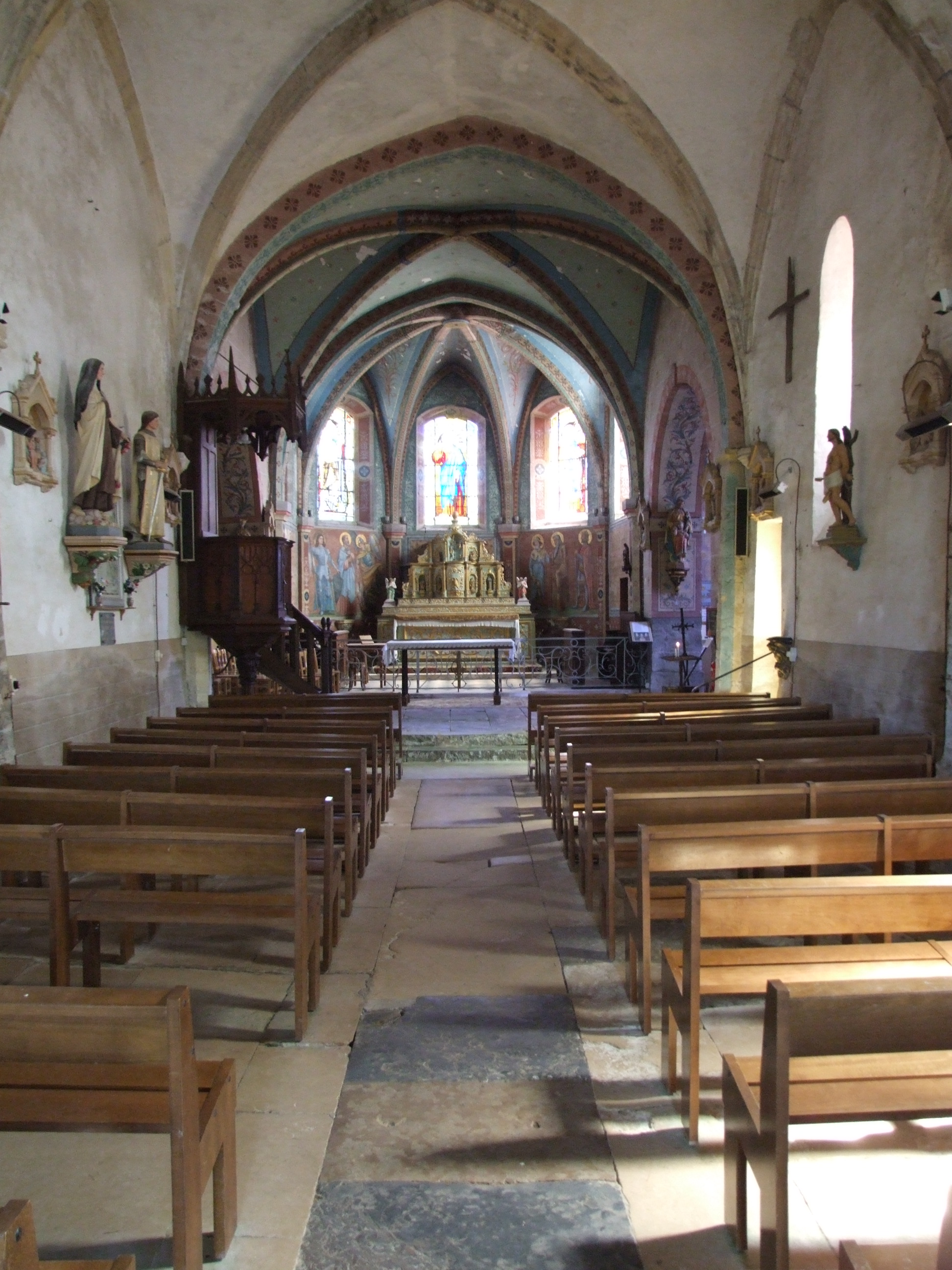
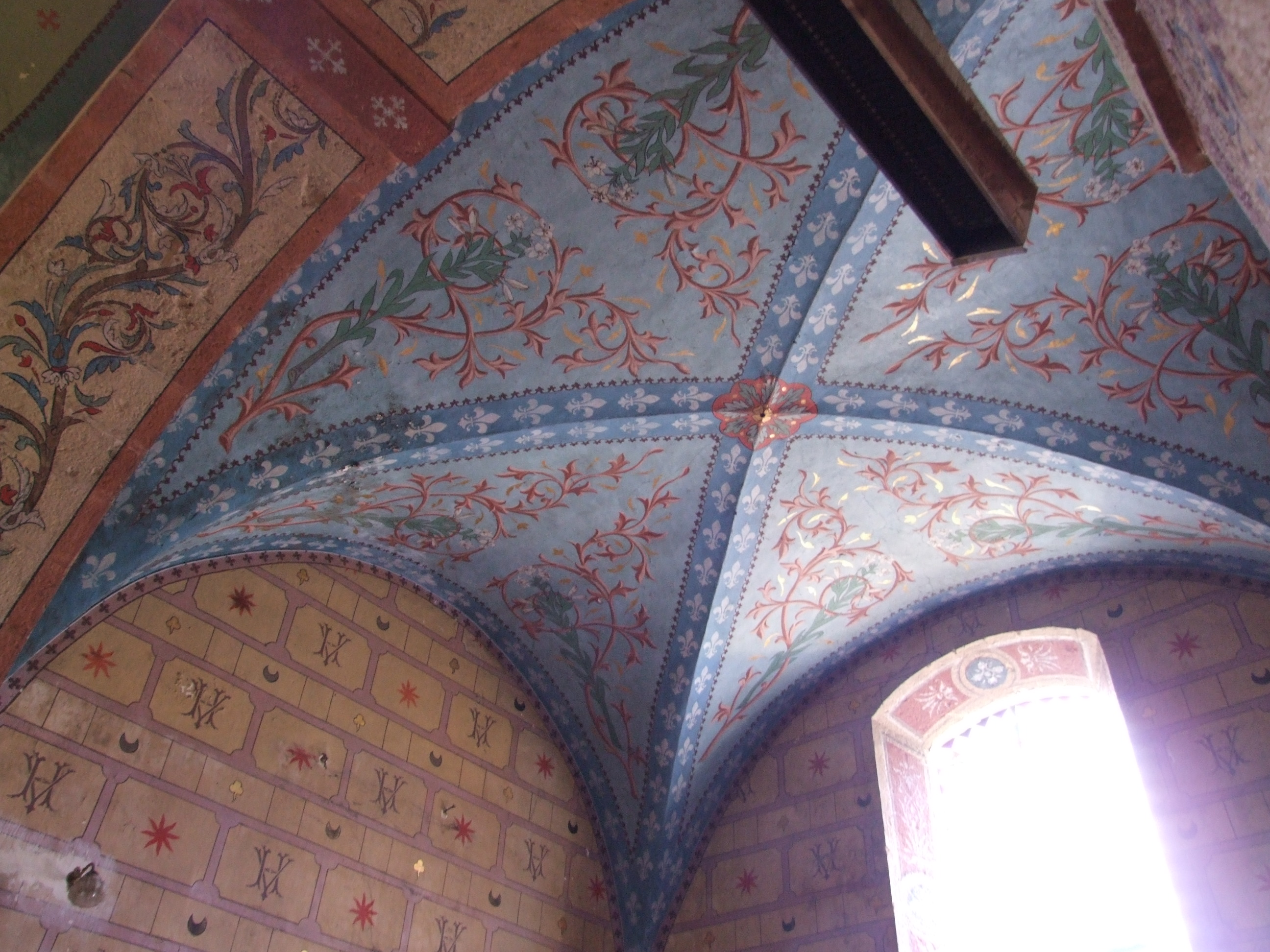
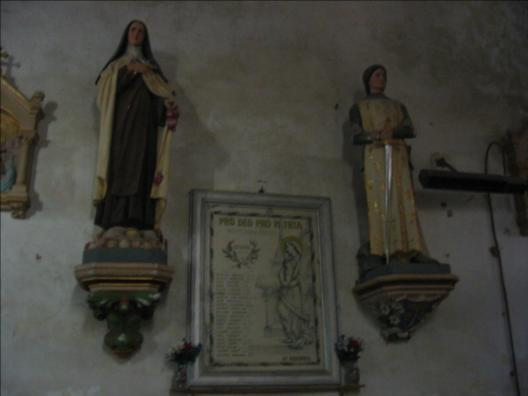